# Archivio storico del Comune di Piombino
L’archivio storico del Comune di Piombino "Ivan Tognarini" conserva un ricco patrimonio documentario relativo alla storia della città e del suo territorio a partire dal XV secolo.
Si trova nel centro storico di Piombino, accanto al Palazzo Comunale, all'interno dell'edificio duecentesco Casa delle Bifore.
Il fondo principale è costituito dall’archivio comunale, l’insieme dei documenti prodotti e ricevuti dal Comune di Piombino in più di seicento anni di attività politica e amministrativa (dal 1441 al 1923, per le deliberazioni fino al 1960).
Oltre al fondo comunale, l’archivio conserva anche archivi di enti, di impresa, archivi di famiglia e di persona, fondi iconografici e fotografici, pervenuti in seguito a versamenti e donazioni.
L'archivio storico fa parte della rete degli Archivi Storici del Sistema Documentario del Territorio Livornese di cui è capofila insieme al Comune di Livorno.

## Storia
L’Archivio Storico della Città di Piombino è istituito nel 1990 allo scopo di recuperare e valorizzare il patrimonio documentario storico-culturale esistente sul territorio.
L’amministrazione comunale individuò la sede della sezione separata dell’archivio nella Casa delle Bifore, abitazione civile del XIII secolo nei pressi del Palazzo Comunale nel centro storico della città. La Casa delle Bifore, unica testimonianza rimasta del nucleo abitativo più antico, era stata acquistata negli anni ’80 del Novecento dal Comune di Piombino e fu oggetto di un accurato restauro ad opera dall’architetto Italo Insolera.
Presso la Casa delle Bifore nel 1990 fu trasferito l'archivio comunale; nel 1994 si aggiunse la documentazione prodotta dalla signoria, poi principato, di Piombino nel periodo tra il 1441 e il 1815, depositata nel 1912 a titolo cautelativo presso l’archivio di stato di Pisa. A partire dalla fine degli anni novanta del '900, in seguito ai versamenti, non solo degli uffici comunali, ma anche di enti soppressi, assistenziali, ospedalieri e alle donazioni di privati, l'Archivio storico si è arricchito di ulteriori fondi documentari di grande interesse per la città.
Fin dalla sua nascita, l’archivio storico ha affiancato alle tradizionali funzioni di conservazione, tutela e acquisizione dei fondi documentari un intenso programma di attività di valorizzazione (esposizioni, pubblicazioni, attività didattiche e formative), con l’obiettivo di realizzare un servizio aperto alla città e al territorio.
Nel 2019 l'archivio storico della Città di Piombino è intitolato al prof. Ivan Tognarini (scomparso il 15 marzo 2014) come riconoscimento del grande impegno nello studio della storia moderna e contemporanea e nella difesa del patrimonio industriale e culturale della città.

## Patrimonio[3]

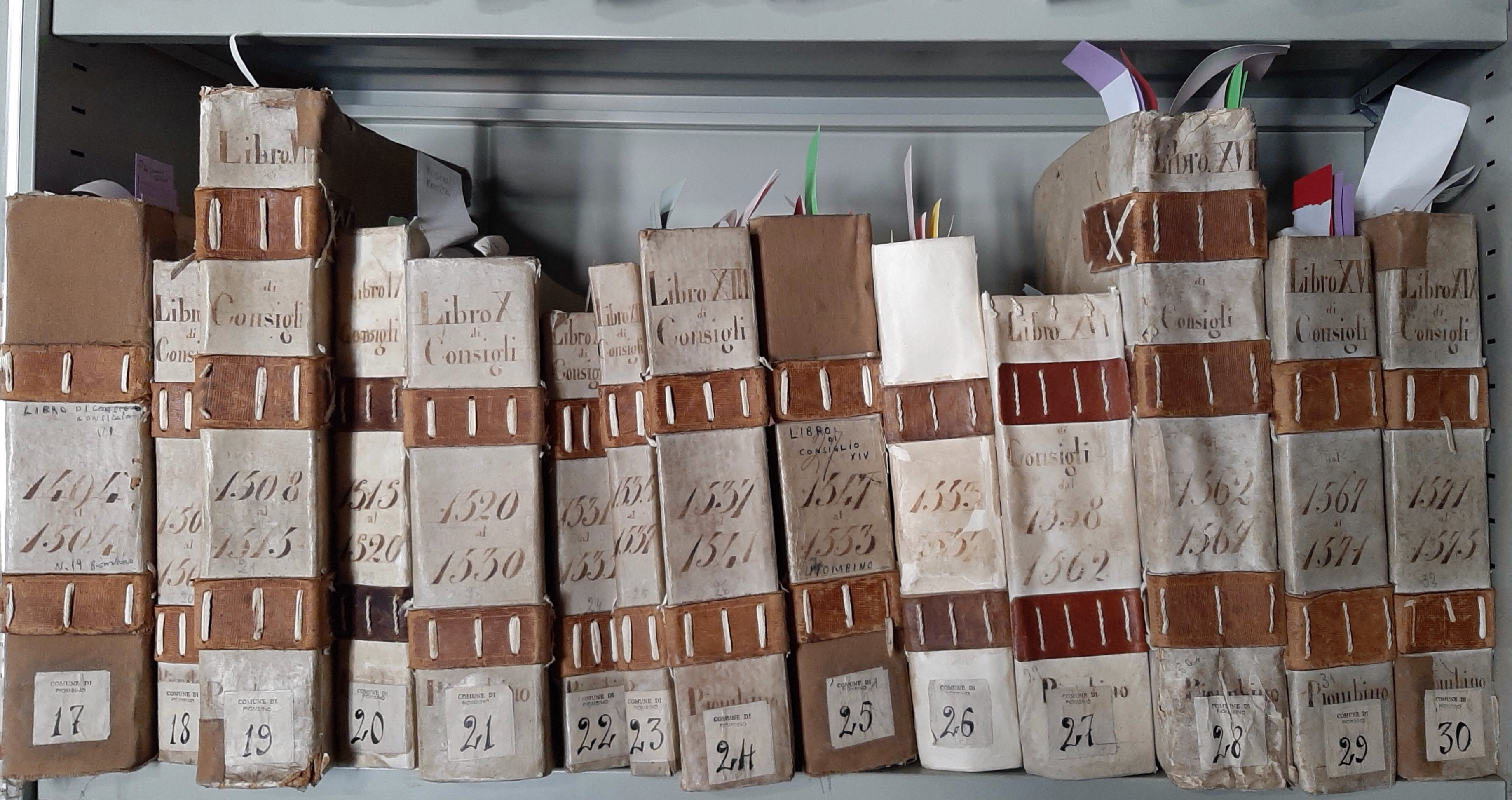
Alcune filze del fondo preunitario dell'archivio storico del Comune di Piombino: registri delle Deliberazioni del Consiglio degli Anziani (1494-1575)

Nell'archivio storico è conservato il fondo comunale, l’insieme dei documenti prodotti e ricevuti dal Comune di Piombino nel corso della sua storia e nello svolgimento dell’attività istituzionale. La sezione preunitaria (1441-1865), costituita da circa 570 unità, documenta un periodo storico in cui Piombino per circa 400 anni è uno stato autonomo: dall'antica Signoria sotto gli Appiani (1399 - 1633), divenuta Principato nel 1594, al principato dei Ludovisi Boncompagni (1634 - 1801), al principato dei Bonaparte Baciocchi (1805 - 1814) con Elisa Bonaparte, fino al 1815 quando Piombino divenne parte del Granducato di Toscana. La documentazione prodotta dall'antica comunità piombinese, 162 unità che coprono il periodo dal 1441 al 1815, a titolo cautelativo fu depositata nel 1912 nell'archivio di stato di Pisa e tornò nella sua città natale nell'estate del 1994. La restante documentazione preunitaria, 408 unità che vanno dal 1816 al 1865, sono state sempre collocate nel Palazzo Comunale e poi trasferite nella sede dell'archivio storico.  La sezione postunitaria conservata nella sede della Casa delle Bifore comprende la documentazione dal 1865 al 1923, i protocolli delle deliberazioni arrivano fino al 1960. In questa sezione è ricompreso anche il fondo dell'Opera di S. Antimo e della Fattoria di Vignale.
Il fondo comunale comprende anche un fondo iconografico con mappe, piante di progetti, prospetti, catasti e stampe e un ricco fondo fotografico che documenta eventi, luoghi e fatti storici della città e del territorio.
Sono confluiti nell’archivio storico della città di Piombino anche archivi di enti soppressi e di istituzioni le cui funzioni sono state trasferite al Comune: l’archivio dell’Ente Comunale di Assistenza (ECA), dell'Ente nazionale assistenza orfani lavoratori italiani (Enaoli) e l’archivio dell’Ospedale Civile di Piombino, che conserva una documentazione interessante per ricostruire la storia demografica e sociale del territorio.
In seguito a versamenti, donazioni e lasciti di privati, l’archivio nel corso degli anni si è arricchito di altri fondi documentari:
- archivi di enti: Camera del lavoro di Piombino[9] e sezione locale del Partito Comunista Italiano
- archivi di famiglia: archivio e biblioteca di Ezio Bartalini[10], Ettore Zannelini[11], Andrea Gaggero[12]
- archivi di persona: archivio e biblioteca di Romualdo Cardarelli, Amulio e Ivan Tognarini, Michele Lungonelli, Mauro Carrara
- fondi iconografici e fotografici: collezione di fotografie di Luigi Magnani, collezione di cartoline di Valerio Guerrieri[13], collezione di fotografie di Pino Bertelli.

L’archivio storico inoltre ha in deposito il fondo documentario e il fondo fotografico delle Acciaierie di Piombino, che documenta la storia industriale del territorio. Le foto positive, circa 25.000, sono state digitalizzate e sono consultabili in una collezione digitale pubblicata su Internet Culturale 

## Servizi e attività
L’accesso all'archivio e la consultazione dei documenti è libera e gratuita ed è consentita anche a un pubblico non specialista.
L'archivio fornisce assistenza e consulenza scientifica per individuare i percorsi di ricerca, per la corretta consultazione degli strumenti di corredo tradizionali e delle banche dati, fornisce indicazioni bibliografiche utili all'argomento di studio.
Oltre alla tutela e conservazione del patrimonio, l’archivio svolge un'intensa attività di valorizzazione per far conoscere la storia del territorio e l'uso delle fonti anche ai non addetti ai lavori: propone alle scuole visite guidate e progetti didattici, organizza eventi e attività formative.
L’archivio storico del Comune di Piombino, insieme agli archivi del Sistema Documentario del Territorio Livornese, aderisce dal 2016 alla rassegna Archivi aperti con il patrocinio della Regione Toscana e dal 2020 al festival nazionale La notte degli archivi, organizzato dall’associazione culturale Archivissima.
Nel 2023 l'archivio storico del Comune di Piombino ha organizzato la mostra H20: le vie dell'acqua a Piombino. Un viaggio dal medioevo al XX secolo, un'esposizione documentaria sulla storia dell'approvvigionamento idrico a Piombino dal Medioevo fino ai primi del Novecento e alla costruzione dell'acquedotto di Campo all'Olmo, inaugurato nel 1925. In mostra, presso la ex chiesa di Sant'Antimo sopra i Canali, oltre 80 documenti tra fotografie, planimetrie, disegni, registri e il filmato della cerimonia di inaugurazione del nuovo acquedotto.

## Pubblicazioni
- H2O: le vie dell'acqua a Piombino: un viaggio dal Medioevo al 20 secolo: catalogo della mostra 29 aprile-27 maggio 2023, ex Chiesa di Sant'Antimo sopra i canali, Piombino, a cura di Archivio storico della città di Piombino, Gabriella Fabbri [et al.], Piombino, Comune di Piombino, 2023, DOI: 10.5281/zenodo.7789800 ISBN 978-88-6615-271-2
- La siderurgia italiana tra storia economica e archeologia industriale: atti del Convegno di studi in onore di Ivan Tognarini (Piombino, 4-5 marzo 2016),  a cura di Angelo Nesti e Monica Pierulivo, Ospedaletto (Pisa), Pacini, 2017, ISBN 9788869953453.

L'archivio cura una collana denominata I quaderni dell'archivio storico della Città di Piombino, nata nel 1995 per divulgare studi e ricerche archivistiche sulla storia del territorio o collegata a mostre documentarie allestite a cura dell'archivio stesso.